# Purgatory
Purgatory is een single van Iron Maiden. Het nummer verscheen op 15 juni 1981 en was feitelijk de enige single van het album Killers, aangezien Twilight Zone oorspronkelijk niet op het album stond. Het was tevens de laatste single die de groep uitbracht met Paul Di'Anno als leadzanger.

## Tracklist
1. "Purgatory" (Steve Harris)
2. "Genghis Khan" (Steve Harris)

## Bezetting
- Paul Di'Anno - zang
- Dave Murray - gitaar
- Adrian Smith - gitaar
- Steve Harris - basgitaar
- Clive Burr - drums